# Estadio Asociación Cívica Jicaraleña
El estadio Asociación Cívica Jicaraleña, es un estadio deportivo ubicado en el caserío de Jicaral, Puntarenas, Costa Rica y es la sede de los encuentros de local de la Jicaral Sercoba. Fue inaugurado en 1981 y en 2019 recibió varias remodelaciones importantes en su infraestructura.

## Características
El estadio es propiedad de la Asociación Cívica Jicaraleńa y es la sede de Jicaral Sercoba, que se encuentra en la Segunda División de Costa Rica. Cuenta con capacidad para 1500 aficionados, gramilla natural. Sus graderías son de color celeste y las cuenta por dos sectores del estadio.
En este recinto se han jugado varias finales de la Segunda División donde el equipo local logró su ascenso a la máxima categoría en el 2019 tras vencer a Guanacaste.